# The Darling Buds of May
The Darling Buds of May est une série télévisée britannique en vingt épisodes de 50 minutes, produite par Yorkshire Television, et diffusée entre le 7 avril 1991 et le 4 avril 1993 sur ITV.
Lors de sa diffusion originale, la série bat des records d'audiences pour la chaîne ITV, avec une moyenne de 20 millions de téléspectateurs par épisode.

## Synopsis
Basé dans le comté de Kent, la série est une adaptation des romans de H. E. Bates. On suit durant trois saisons la vie de la famille Larkin, composée de 7 enfants.

## Distribution

### Acteurs principaux
- David Jason : Sidney Charles Larkin, dit Pop, le père de famille
- Pam Ferris : Florence Daisy (Parker) Larkin, dite Ma, la mère de famille
- Catherine Zeta-Jones : Mariette Charlton, née Larkin, la fille aînée
- Philip Franks (en) : Cedric Charlton, dit Charley, le mari de Mariette

### Acteurs récurrents
- Moray Watson : Arthur Maiford, le brigadier
- Martyn Read : Sergent Wilson, le policier
- Michael Jayston : Ernest Bristow
- Steven Brand : Tom Sargent
- Anna Massey : Mademoiselle Antoinette Dupon
- Michael Culver : Sir George Bluff-Gore
- Richenda Carey : Lady Bluff-Gore

## Fiche technique
- Titre français et original : The Darling Buds of May
- Production : ITV
- Réalisateur :
- Scénaristes :
- Doubleur français :
- Musique :
- Production :
- Sociétés de production : Yorkshire Television
- Pays d'origine : Royaume-Uni
- Langue : anglais
- Nombre d'épisodes : 20 (3 saisons)
- Durée : 50 minutes
- Dates de première diffusion :  Royaume-Uni : 7 avril 1991

## Épisodes

### Première saison (1991)
1. The Darling Buds of May - Partie 1
2. The Darling Buds of May - Partie 2
3. When the Green Woods Laugh - Partie 1
4. When the Green Woods Laugh - Partie 2
5. A Breath of French Air - Partie 1
6. A Breath of French Air - Partie 2
7. Christmas Is Coming!

### Deuxième saison (1992)
1. Oh! to Be in England! - Partie 1
2. Oh! to Be in England! - Partie 2
3. Stranger at the Gates - Partie 1
4. Stranger at the Gates - Partie 2
5. A Season of Heavenly Gifts - Partie 1
6. A Season of Heavenly Gifts - Partie 2
7. Le Grand Weekend

### Troisième saison (1993)
1. The Happiest Days of Your Life - Partie 1
2. The Happiest Days of Your Life - Partie 2
3. Cast Not Your Pearls Before Swine - Partie 1
4. Cast Not Your Pearls Before Swine - Partie 2
5. Climb the Greasy Pole - Partie 1
6. Climb the Greasy Pole - Partie 2

## Production

### Conception et développement
Les droits d'adaptation des romans de H. E. Bates sont vendus en 1959 à MGM Films. Cependant, ce n'est qu'en 1989 que Richard Bates, fils de l'écrivain, permet de développer les romans de son père à la télévision.

### Attribution des rôles
Bates pense d'abord à l'acteur Bob Hoskins pour le rôle de Pop. La production rejette ce choix en raison de la grande popularité de l'acteur.
David Jason est le premier acteur à être choisi. Suivent Pam Ferris et Philip Franks (en). Pour le rôle de Mariette, ce sont 300 actrices qui sont auditionnées. Le rôle est finalement donné à Catherine Zeta-Jones.